# تپه باستانی قاسم‌آباد
این محوطه باستانی در روستای قاسم آباد بزرگ از توابع شهرستان ساوجبلاغ واقع شده است.امروزه بخش وسیعی از آن تخریب گردیده است و احتمالا دوران قبل اسلامی از آن به عنوان گورستان استفاده می‌شده است. 